# Montes de Oca
Montes de Oca est l'une des dix-sept paroisses civiles de la municipalité de Torres dans l'État de Lara au Venezuela. Sa capitale est San Francisco.